# Шаракан (Забайкальский край)
Шаракан — село в Александрово-Заводском районе Забайкальского края России. Входит в состав сельского поселения «Чиндагатайское».

## География
Село находится в юго-восточной части края, на востоке района, на реке Шаракан, на расстоянии примерно в 70 км от села Александровский Завод.
Климат
Климат характеризуется как резко континентальный с продолжительной холодной зимой и сравнительно тёплым летом. Средняя температура воздуха самого холодного месяца (января) составляет −22,7 °C; средняя температура самого тёплого месяца (июля) — 38 °C. Среднегодовое количество атмосферных осадков составляет 350—410 мм. Большая часть осадков (до 85 %) выпадает в течение тёплого сезона. Продолжительность безморозного периода составляет от 85 до 100 дней в году.

## История
Основано в 1700 году.
Шаракан входил в МО «Шаринская сельская администрация», затем в сельское поселение «Шаринское», существовавшее с 2004 по 2011 годы.
Законом Забайкальского края от 9 сентября 2011 года № 543-ЗЗК, с 1 октября 2011 года поселение «Шаринское» объединено с «Чиндагатайским», и село Шаракан вошло в поселение «Чиндагатайское».

## Население
| 1989 | 2002 | 2010 | 2021 |
| ---- | ---- | ---- | ---- |
| 202  | ↘117 | ↘58  | ↘13  |

Национальный состав
Согласно результатам переписи 2002 года, в национальной структуре населения русские составляли 100 % от 117 чел..

## Известные уроженцы, жители
- Вишняков, Иван Федорович (1885, с. Шаракан — 10.11.1932, Чита), организатор крестьянского восстания[8]
- Кульских, Иван Семенович (5.4.1932, с. Шаракан — 22.8.1991, Чита), хирург, организатор здравоохранения[9].

## Инфраструктура
В селе функционируют начальная школа, фельдшерско-акушерский пункт.
Жители заняты сельским хозяйством.

## Транспорт
Просёлочные дороги.